# Ресмекеево
Ресмеке́ево (баш. Рәсмәкәй) (до 1992 года — посёлок Заготскот) — деревня в Чекмагушевском районе Республики Башкортостан Российской Федерации. Входит в состав Чекмагушевского сельсовета.

## География

### Географическое положение
Протекает река Калмашка.
Расстояние до:
- районного центра (Чекмагуш): 7 км,
- центра сельсовета (Чекмагуш): 7 км,
- ближайшей ж/д станции (Буздяк): 74 км.

## Население
| 2002 | 2009 | 2010 |
| ---- | ---- | ---- |
| 93   | ↗96  | ↘95  |

Национальный состав
Согласно переписи 2002 года, преобладающая национальность — татары (61 %).